# 松下建太
松下 建太（まつした けんた、1987年8月17日 - ）は、広島県広島市東区出身の元プロ野球選手（投手）。右投右打。父は元プロ野球選手の松下建夫。

## 経歴

### プロ入り前
小学校5年生の時に野球を始め、「鯉城シニア」では二学年下の中田翔とバッテリーを組んでいたことがある。
明徳義塾高校では1年生の春または夏にベンチ入りした。チームは1年生時の夏、2年生時の春と夏の計3回甲子園に出場した。3年生時の夏の甲子園・全国大会にも出場を決めていたが、大会の組み合わせ決定後に不祥事（部員による暴力行為、および部員の集団喫煙）が発覚し、出場を辞退した。
早稲田大学では1年生時の春にベンチ入りした。第37回明治神宮野球大会では1試合に登板、1回を投げ自責点1だった。2年生時の東京六大学野球・春季リーグでは9試合に登板、22回を投げ防御率0.82で最優秀防御率投手になった。第38回明治神宮野球大会では2試合に登板し、計3回を投げ自責点1だった。チームはこの年の第56回全日本大学野球選手権大会で優勝した。大学通算では41試合に登板、7勝3敗、防御率1.55、90奪三振の成績だった。
2009年10月29日に行われたプロ野球ドラフト会議で埼玉西武ライオンズに5巡目で指名され、契約金3,500万円、年俸1,000万円（金額は推定）で仮契約し、入団。背番号は35に決まった。

### プロ入り後
1年目の2010年から右肩痛に悩まされ、2011年3月に手術した。2010年のオフに背番号を57に変更した。
2013年、7月7日の対千葉ロッテマリーンズ戦の9回に2番手でプロ初登板し、1回を投げ被安打0、奪三振1、無失点だった。登板2試合目となった7月12日の対東北楽天ゴールデンイーグルス戦では1点リードの12回裏に登板し、無失点に抑えプロ初セーブを記録した。
2014年は一軍での登板は無かった。この年の3月下旬、チーム内でインフルエンザが蔓延して感染者が多く出たため二軍の試合に出る選手が不足し、3月23日の対横浜DeNAベイスターズ戦では本来投手登録の中﨑雄太とともに外野手として先発出場した。なお2人が外野手として出場したのはこの1試合のみ。
2015年は二軍で福倉健太郎と並びチーム最多の32試合に登板、30回1/3を投げ防御率5.04だった。10月27日に球団に来季の選手契約をしない旨を通告され、12月2日付で自由契約選手になった。なお、11月4日に来季は球団職員（二軍用具担当）として契約することが発表されている。2022年現在はサブマネジャー。

## プレースタイル・人物
投球フォームは変則的なサイドスロー。大学生時での直球の最速は148km/hだったが、プロ4年目の時点では最速130キロ台だった。変化球は、二軍監督の潮崎哲也から教わったというシンカーを投げていた。
大学時代の愛称は「ケビン」。映画「ホーム・アローン」でケビン・マカリスターを演じた俳優マコーレー・カルキンに顔が似ていたという理由から。

## 詳細情報

### 年度別投手成績
| 年 度     | 球 団     | 登 板 | 先 発 | 完 投 | 完 封 | 無 四 球 | 勝 利 | 敗 戦 | セ 丨 ブ | ホ 丨 ル ド | 勝 率 | 打 者 | 投 球 回 | 被 安 打 | 被 本 塁 打 | 与 四 球 | 敬 遠 | 与 死 球 | 奪 三 振 | 暴 投 | ボ 丨 ク | 失 点 | 自 責 点 | 防 御 率 | W H I P |
| --------- | --------- | ----- | ----- | ----- | ----- | -------- | ----- | ----- | -------- | ----------- | ----- | ----- | -------- | -------- | ----------- | -------- | ----- | -------- | -------- | ----- | -------- | ----- | -------- | -------- | ------- |
| 2013      | 西武      | 9     | 0     | 0     | 0     | 0        | 0     | 1     | 1        | 0           | .000  | 44    | 10.1     | 11       | 0           | 2        | 0     | 2        | 7        | 2     | 0        | 4     | 4        | 3.48     | 1.26    |
| 通算：1年 | 通算：1年 | 9     | 0     | 0     | 0     | 0        | 0     | 1     | 1        | 0           | .000  | 44    | 10.1     | 11       | 0           | 2        | 0     | 2        | 7        | 2     | 0        | 4     | 4        | 3.48     | 1.26    |

### 年度別守備成績
| 年 度 | 球 団 | 投手  | 投手  | 投手  | 投手  | 投手  | 投手     |
| 年 度 | 球 団 | 試 合 | 刺 殺 | 補 殺 | 失 策 | 併 殺 | 守 備 率 |
| ----- | ----- | ----- | ----- | ----- | ----- | ----- | -------- |
| 2013  | 西武  | 9     | 1     | 1     | 0     | 0     | 1.000    |
| 通算  | 通算  | 9     | 1     | 1     | 0     | 0     | 1.000    |

### 記録
- 初登板：2013年7月7日、対千葉ロッテマリーンズ（西武ドーム）、 9回表に2番手で救援登板
- 初奪三振：同上、大松尚逸から
- 初セーブ：2013年7月12日、対東北楽天ゴールデンイーグルス10回戦（クリネックススタジアム宮城）、12回裏に6番手で救援登板・完了、1回無失点

### 背番号
- 35（2010年）
- 57（2011年 - 2015年）